# Breitbanddipol

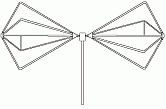
Bikonusantenne

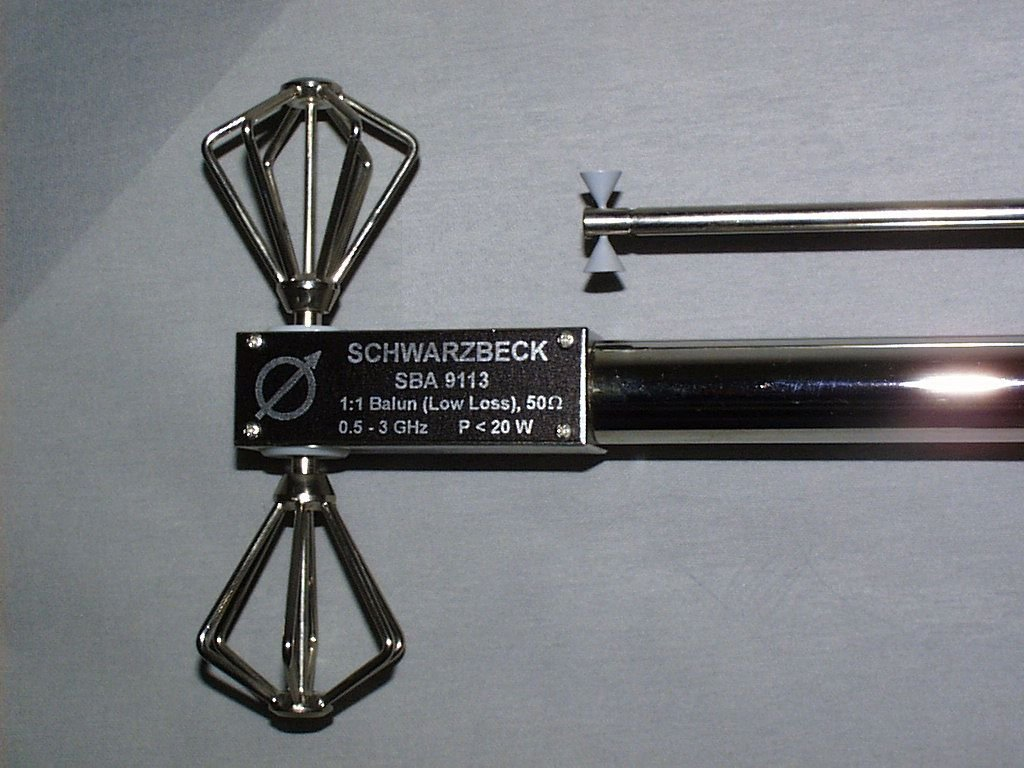
Kleine Mikrowellen-Bikonusantennen (oben: 1–18 GHz, unten: 0,5–3 GHz)

Breitbanddipole sind Dipolantennen, bei denen die Strahlerelemente nicht stabförmig ausgebildet sind, sondern meist als konisch aufgeweitete Drahtgebilde (sog. Reusen- oder Bikonus-Elemente) realisiert sind. Dadurch erzielt man eine höhere Bandbreite, als bei stabförmigen Dipolen. Gelegentlich werden anstelle von Bikonuselementen auch Endkapazitäten aus Blechscheiben verwendet. Die klassischen Bikonusantennen werden insbesondere im Frequenzbereich von 30 bis 300 MHz eingesetzt, in den letzten Jahren wurden aber auch Breitbanddipole entwickelt, die bis 18 GHz eingesetzt werden können.